# Gianni Sacchi
Gianni Sacchi (* 15. září 1960 Trivero) je italský římskokatolický duchovní a biskup Casale Monferrato.

## Život
Narodil se 15. září 1960 v Triveru.
Vstoupil do kněžského semináře v Bielle. Po teologickém studiu na Teologické fakultě Severní Itálie byl 28. dubna 1990 biskupem Massimem Giustetti vysvěcen na kněze. Stal se farním vikářem u sv. Pavla v Bielle a roku 1999 farářem u Santa Maria Assunta ve Vigliano Biellese. Od roku 2002 působil jako pro-generální vikář diecéze a o šest let později jako generální vikář. Dne 7. srpna 2003 mu byl udělen titul Kaplan Jeho Svatosti.
Dne 31. července 2017 jej papež František jmenoval biskupem Casale Monferrato. Biskupské svěcení přijal 21. října z rukou biskupa Gabriele Many a spolusvětiteli byli arcibiskup Marco Arnolfo a biskup Alceste Catella.